# Зюко Андрій Глібович
Зюко Андрій Глібович (22 жовтня 1918 р. – 02 лютого 1998 р.) – відомий вчений у галузі електричного зв’язку, автор багатьох наукових робіт, присвячених завадостійкості та ефективності систем передавання інформації; доктор технічних наук (з 1964 р.), професор (з 1965 р.), заслужений працівник вищої школи (з 1980 р.), віце-президент Академії зв’язку України (з 1993 р.).

## Біографія
Андрій Глібович Зюко народився 22 жовтня 1918 року в с. Красний Ріг Брянської області (Росія). У 1938 році Зюко А.Г. вступив на фізико-математичний факультет Казанського державного університету.
У 1941-1945 рр. навчався у Військово-повітряній академії ім. М.Є. Жуковського. Воював на фронтах Другої світової війни. 
У 1947 році А.Г. Зюко закінчив Московський електротехнічний інститут зв’язку (МЕІЗ), потім працював на кафедрі радіоприймальних  пристроїв, навчався в аспірантурі цього ж інституту.
У 1952 році захистив кандидатську дисертацію на тему «Пропускна здатність радіоліній і завадостійкість приймача при великому рівні флуктуаційних перешкод».
У 1964 році захистив докторську дисертацію на тему «Завадостійкість та ефективність систем зв’язку». На той час А.Г. Зюко працював у Новосибірському електротехнічному інституті зв’язку. 
У 1965 році Андрій Глібович Зюко отримав звання професора.
З 1965 року А.Г. Зюко працював в Одеському електротехнічному інституті зв’язку ім. О.С. Попова (ОЕІЗ), очолює кафедру  радіоприймальних пристроїв та теорії передачі сигналів (1965-1989). На кафедрі під керівництвом А.Г. Зюко виконано багато науково-дослідних робіт з теорії завадостійкості та ефективності супутникових систем зв’язку.
З 1989 року А.Г. Зюко працює професором на кафедрі теорії електричного зв’язку.
Помер 2 лютого 1998 року.
У 2003 року кафедрі теорії електричного зв’язку  ОНАЗ ім. О.С. Попова для вшанування пам’яті великого вченого і педагога, який  зробив вагомий внесок у теорію електричного зв’язку, присвоєно ім’я Андрія Глібовича Зюко.

## Наукова діяльність
Зюко А.Г. є автором  понад 70-ти  наукових робіт, трьох монографій, двох підручників.
У 1960-1970-х роках А.Г. Зюко сформував Одеську наукову школу статистичної теорії зв’язку.
У 1966 році розробив і впровадив нову навчальну дисципліну «Теорія передавання сигналів».
З 1967 року по 1998 рік був організатором симпозіумів із проблем завадостійкості й ефективності супутникових систем зв’язку.  
У 1970 році завдяки А.Г. Зюко було засновано галузеву науково-дослідну лабораторію для дослідження проблем завадостійкості та ефективності супутникових систем зв’язку, розроблення високоефективних систем модуляції та кодування. 
Під керівництвом А.Г. Зюко  захищено 3 докторські та 35 кандидатських дисертацій.
У 1993 році А.Г. Зюко стає віце-президентом Академії  зв’язку України. А.Г. Зюко неодноразово обирали головою Одеського обласного правління НТТ РЕЗ ім. О.С. Попова.
А.Г. Зюко був членом редколегій серії видань «Статистическая теория связи» та журналу «Электросвязь».

## Наукові праці
- Помехоустойчивость и эффективность систем связи / Зюко А.Г. – М. : Связьиздат, 1963. – 319 с.
- Зюко А.Г. Помехоустойчивость и эффективность систем связи : монография / А.Г. Зюко. – М., Связь, 1972. – 359 с.
- Зюко А.Г.  Элементы передачи информации : монография / А.Г. Зюко. – К., Техніка, 1969. – 296 с.
- Помехоустойчивость и эффективность систем передачи информации : монография / А.Г. Зюко, А.И. Фалько, И.П. Панфилов, В.Л. Банкет, П.В. Иващенко; под ред. А.Г. Зюко. – М., Радио и связь, 1985. – 272 с.
- Зюко А.Г., Коробов Ю.Ф. Теория передачи сигналов : учебник для электротехнических ин-тов связи / А.Г. Зюко, Ю.Ф. Коробов. – М., Связь, 1972. – 280 с.
- Теория электрической связи : учебник / А.Г. Зюко, Д.Д. Кловский, В.И. Коржик, М.В. Назаров ; под. ред. Кловского Д.Д. – М.: Радио и связь, 1989. – 432 с.
- Радиоприемные устройства / А.Г. Зюко, Ю.Ф. Коробов, Г.И. Левитан, И.М. Симонтов, А.И. Фалько; под ред. А.Г. Зюко. – М., Связь, 1975. – 400 с.
- Зюко А.Г. Основы теории передачи  сигналов: учеб. пособие / А.Г. Зюко. – Одесса : ОНАС им. А.С. Попова, 1968. – 95 с.